# Pieter C. Muysken
Pieter Cornelis Muysken (Oruro, 11 d'abril de 1950 – 6 d'abril 2021) va ser un lingüista neerlandès nascut a Bolívia i acadèmic de la Universitat Radboud de Nimega.

## Biografia
Va obtenir la llicenciatura en estudis d’Amèrica del Sud i llengua espanyola a la Universitat Yale el 1972 i es graduà a la Universitat d'Amsterdam en Some syntactic aspects of creolization, amb el quítxua i el papiament com a assignatures secundàries. El 1977 va obtenir el doctorat a la Universitat d’Amsterdam amb Syntactic developments in the verb phrase of Ecuadorian Quechua. Va ser professor de lingüística i estudis criolls a Amsterdam des del 1989 i a Leiden des del 1998. El 2001 va ser nomenat professor de la Universitat Radboud de Nimega.
Muysken va investigar el desenvolupament del llenguatge a la regió andina, inclosa Bolívia, i el quítxua, l'estudi de la teoria del pidgin monogenètic i la relexificació en les llengües criolles al Surinam i el desenvolupament de la llengua als Països Baixos, en particular les influències del papiament i del turc per una banda i del neerlandès per l’altra, basat en la migració als Països Baixos. Va ser el principal investigador del projecte Languages in Contact de la Universitat Radboud.
Muysken va morir als 70 anys a causa del càncer.

## Reconeixements
El 1985 Muysken va rebre el premi de la Prins Bernhard Cultuurfonds, el 1990 el Prix des Ambassadeurs i el 1998 el premi Spinoza. Va ser membre del Max Planck Instituut voor Psycholinguïstiek i des de 1995 de la Reial Acadèmia d'Arts i Ciències dels Països Baixos (KNAW). El 2007, va ser un dels professors que va poder recórrer als recursos associats a la concessió del premi Prijs Akademiehoogleraren per la seva investigació. El 2008, es va concedir la seva sol·licitud de subvenció ERC Advanced i va rebre un pressupost de recerca de 2,5 milions d'euros.

## Publicacions
- Surviving the Middle Passage. The West Africa-Surinam Sprachbund. Edited by Pieter Muysken & Norval Smith. Berlin, De Gruyter Mouton, 2015. ISBN 9783110343854
- Pieter Muysken: Functional categories. Cambridge, Cambridge University Press, 2008. ISBN 9780521853859
- Willem F.H. Adelaar, with the collab. of Pieter C. Muysken: The languages of the Andes. Cambridge, Cambridge University Press, 2004. ISBN 052136275X
- Pieter Muysken: Bilingual speech. A typology of code-mixing. Cambridge, Cambridge University Press, 2000. ISBN 0521771684